# Голубное (Варашский район)
Голубное (укр. Голубне) — село в Заречненской поселковой общине Варашского района Ровненской области Украины.
До 2020 года входило в Заречненский район.
Население по переписи 2001 года составляло 137 человек. Почтовый индекс — 34040. Телефонный код — 3632. Код КОАТУУ — 5622284402.